# Vodiška planina nad Kropo
Vodiška planina je planota na skrajnem severozahodnem robu Jelovice.
Vodiška planina nad Kropo (1118 mnm) je aktivna planina s planinsko kočo, imenovano Partizanski dom. V koči preko celega tedna nudijo domačo hrano, prenošišča (50 ležišč bo spet na voljo v kratkem, ko prenovijo električno napeljavo), možnost organizacije praznovanj, seminarjev, šole v naravi. Pred domom stoji mogočna lipa, posajena leta 1473.

## NOB
Partizanski dom stoji na mestu, kjer je pred vojno stala planšarska koča in je bila med obema vojnama zbirališče komunistov z Gorenjske. Dober kilometer proti severu, na strmem pobočju Plazov, je bila 15. maja 1936 prva partijska konferenca jeseniškega okrožja, potem pa še več drugih partijskih posvetovanj komunistov iz gorenjskih središč in podeželja. Tudi v času narodnoosvobodilne borbe je bil ta kraj na Jelovici zelo pomemben. Dvajsetega julija 1941 so v neposredni bližini Vodic, pod Malim Gregorjevcem, sprejeli sklep za začetek vstaje na Gorenjskem, 29. julija 1941 je bila v bližini doma ustanovljena Jelovška četa, na Pogrošarjevi planini blizu Partizanskega doma pa je bil 5. avgusta 1941 ustanovljen Cankarjev bataljon; prostor je označen s spominskim obeležjem. Vsa leta narodnoosvobodilnega boja je bila Vodiška planina in drugi predeli obsežne Jelovice pomembno območje, kjer so imele sedež politične organizacije in kjer so se zbirale partizanske enote za akcije proti okupatorju.

## Dostop do Vodiške planine
- iz Krope od cerkve sv. Lenarta ali od Slovenske peči (približno 1 uro hoje)
- z Jamnika čez Kroparsko goro
- iz Lipnice od kmetije Miklavžovc
- z avtomobilom iz Spodnje Lipnice

Z Vodic vodijo označene poti do Goške ravni, Taleža in dalje proti Bohinju.